# Little Crow

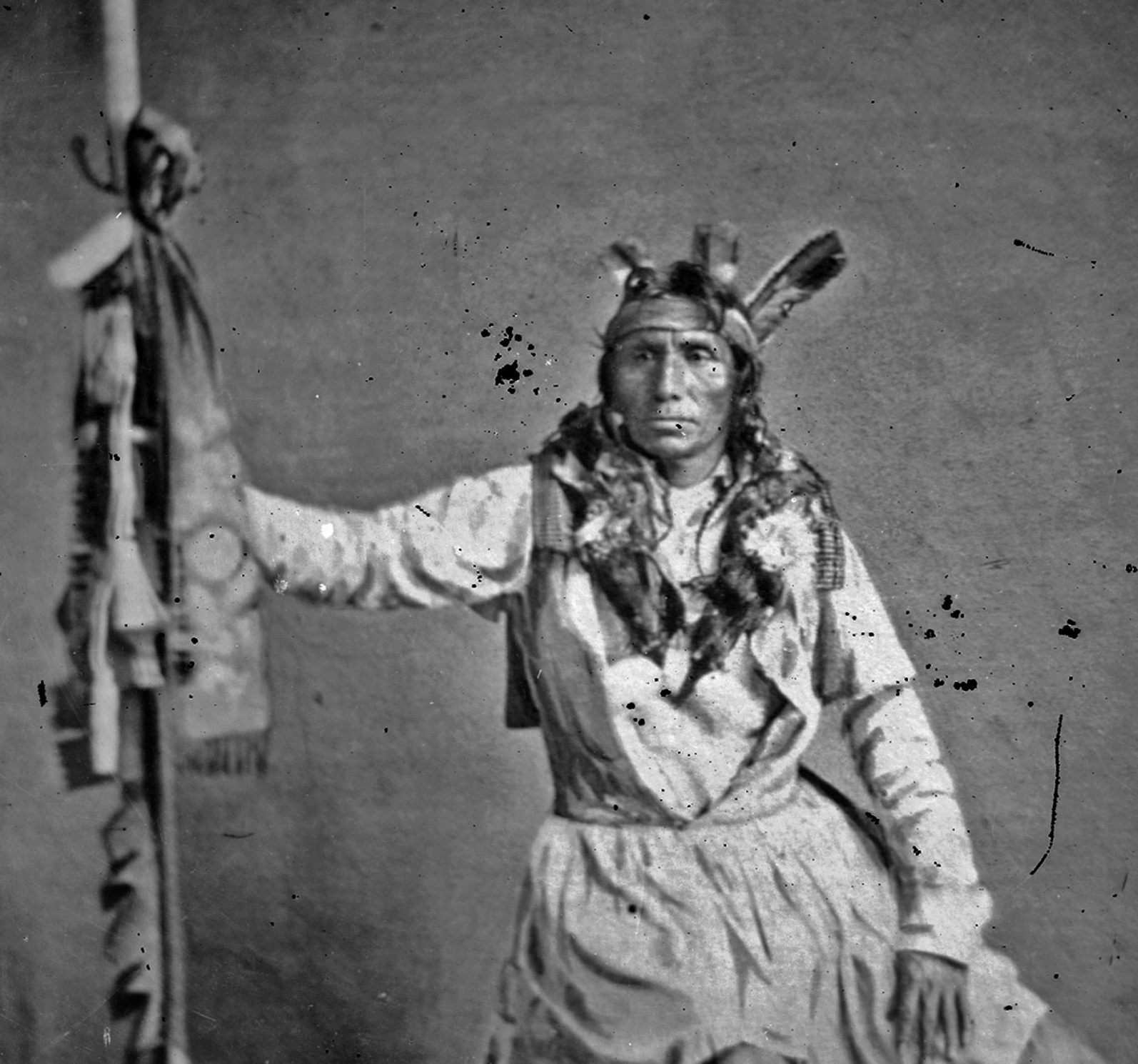
Taoyateduta, auch als Little Crow bekannt

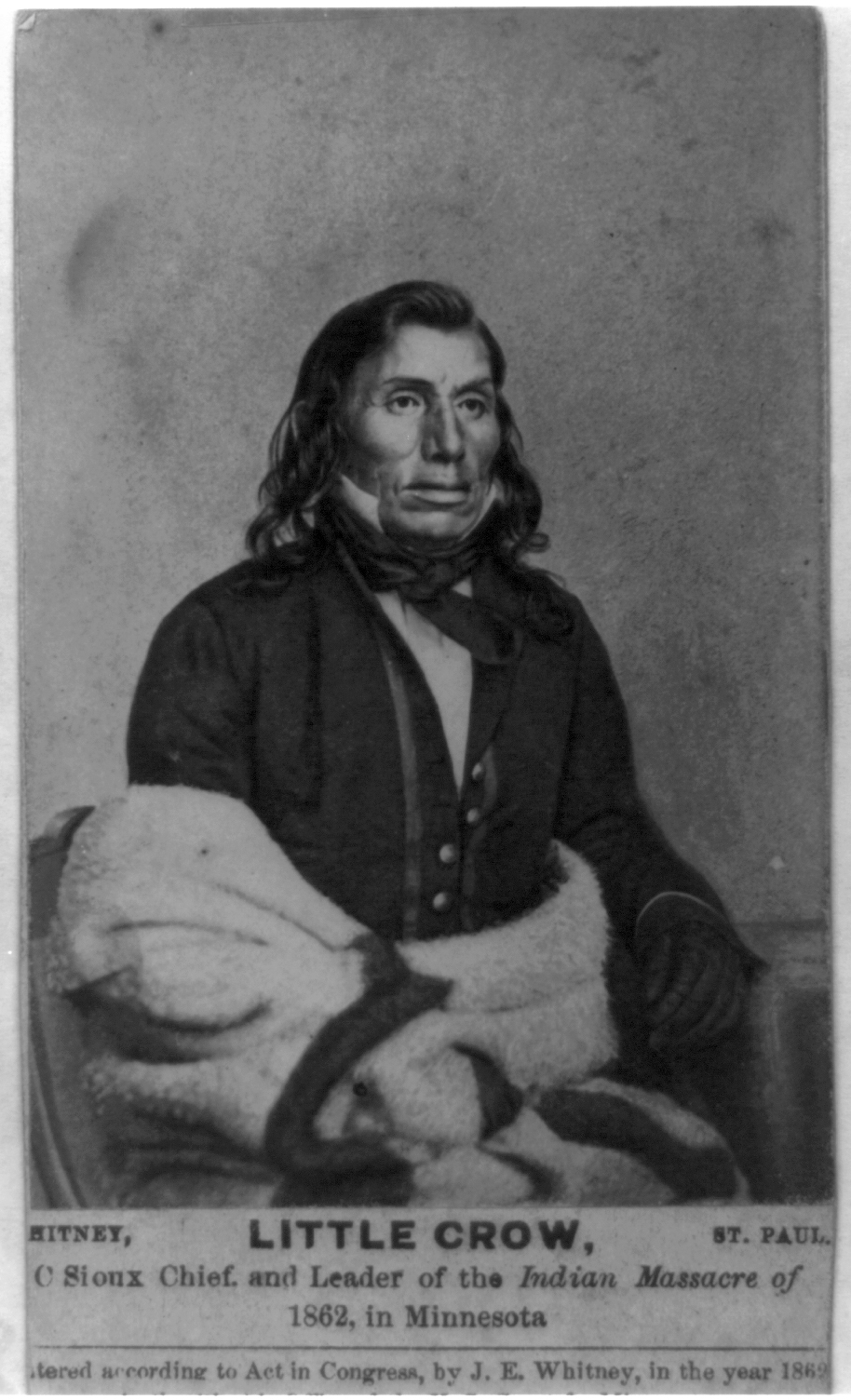
Little Crow, 1862

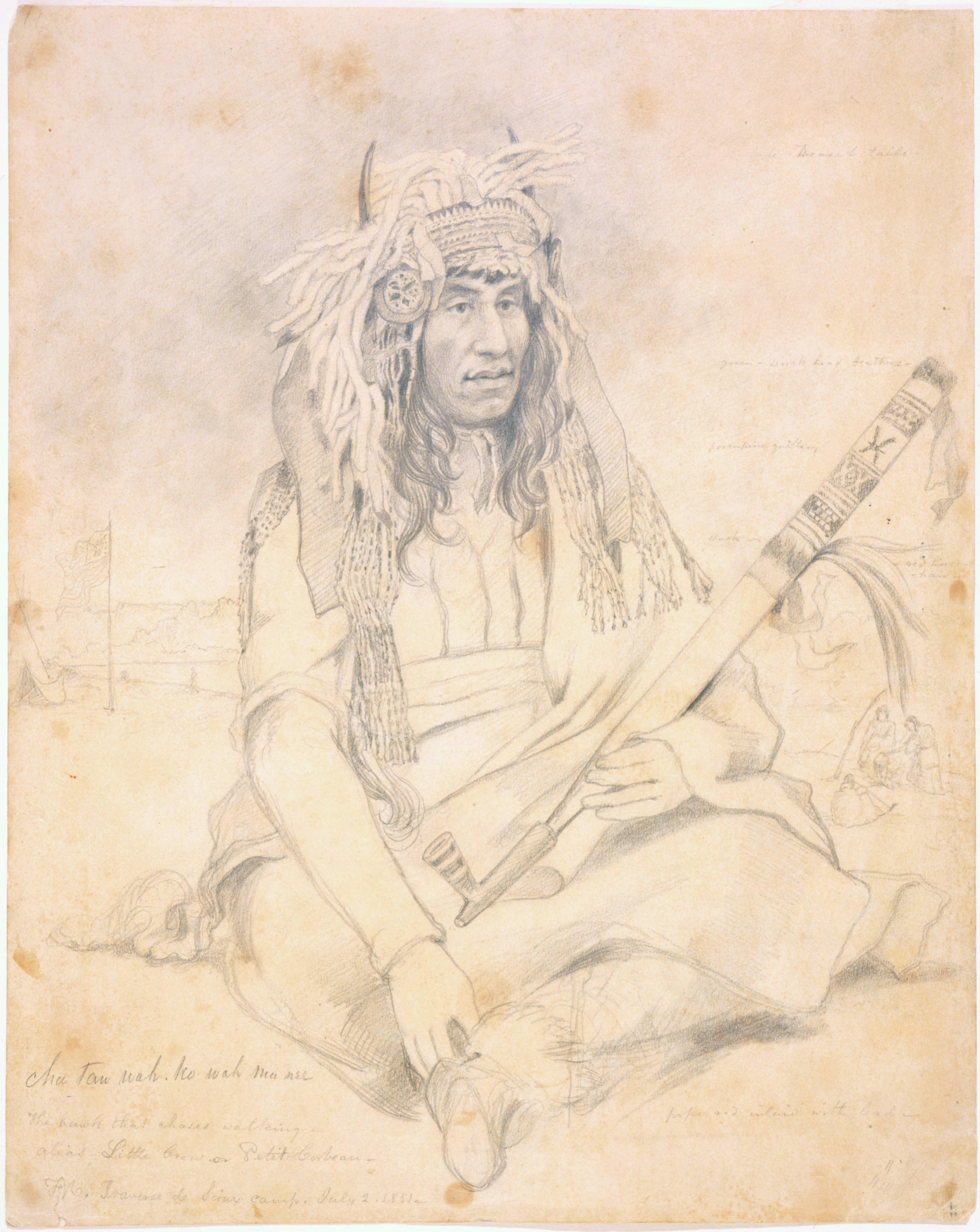
Little Crow bei den Verhandlungen des Vertrags Traverse des Sioux, 1851

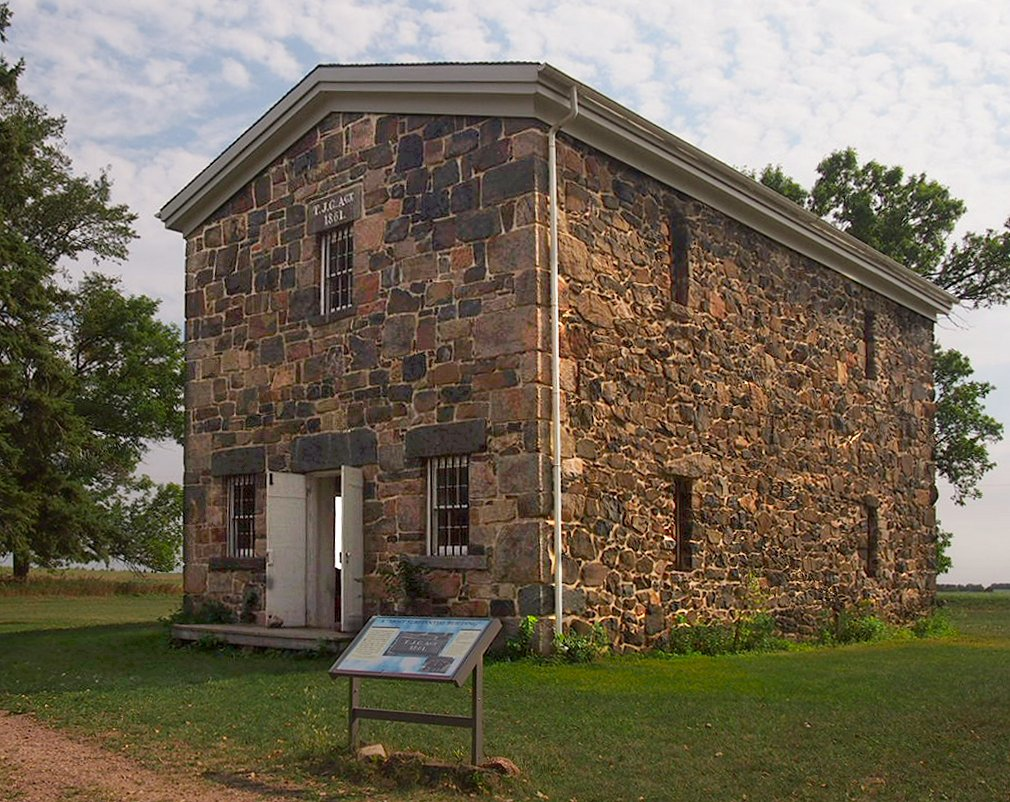
Historisches Lagerhaus der Lower Sioux Agency

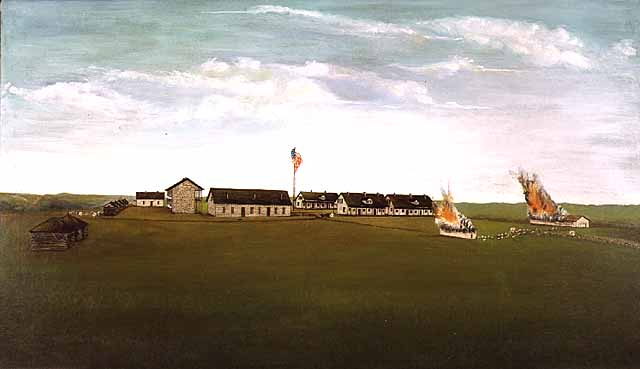
Das brennende Fort Ridgely während der Belagerung durch die Sioux

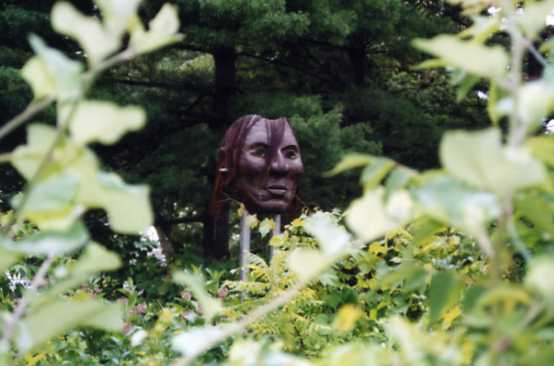
Skulptur des Indianerhäuptlings in Minneapolis

Little Crow, deutsch Kleine Krähe, eigentlicher Name Thaóyate Duta (* 1810 in Kaposia bei South St. Paul, Minnesota; † 3. Juli 1863 in Big Woods bei Hutchinson, Minnesota) war ein Häuptling der Mdewakanton, Dakota-Sioux Indianer. Little Crow war 1851 einer der Unterzeichner des Vertrages von Mendota, in dem die Santee-Sioux einen Großteil ihres Stammesgebietes im heutigen Bundesstaat Minnesota an die Vereinigten Staaten für 1.410.000 Dollar verkauften. Sie erhielten dafür im Gegenzug ein Reservat, die Lower Sioux Agency am Minnesota und das Versprechen auf jährliche Zahlungen und Warenlieferungen. In der Folge versuchte der einflussreiche Häuptling, seine Dakota-Indianer zu sesshaften Farmern zu machen. Er war einer der Anführer des Sioux-Aufstands von 1862. Little Crow wurde am 3. Juli 1863 von einem weißen Siedler erschossen.

## Leben
Thaóyate Duta wurde in Kaposia, einer Dakota-Indianersiedlung, in der Nähe von South St. Paul, Minnesota am Mississippi River geboren. Sein Vater starb 1846 versehentlich, als dieser seine Waffe entlud. Er erbte sein Amt von seinem Vater und Großvater. Zuvor kam es aber zu einem bewaffneten Kampf mit seinem eigenen Bruder, der auch Anspruch auf die Häuptlings-Würde erhoben hatte. Dabei wurde er durch Gewehrkugeln an beiden Handgelenken verletzt. Um die Narben zu verbergen, trug er seitdem immer Hemden mit langen Ärmeln. Im Jahr 1849 übernahm er dann doch die Häuptlingswürde von seinem Bruder und damit die Verantwortung über die 2000 Santee-Dakota-Indianer seines Stammes.
1851 verkauften die Santee-Sioux einen Großteil ihres Stammes-Gebietes an die Vereinigten Staaten für 1.410.000 Dollar. Sie erhielten dafür im Gegenzug das Reservat Lower Sioux Agency entlang des Minnesota Flusses und das Versprechen auf jährliche Zahlungen in Höhe von 5 % der Verkaufssumme über 50 Jahre und Warenlieferungen (siehe dazu den Vertrag von Mendota). Von den 1,4 Millionen wurden lediglich 220.000 Dollar sofort ausbezahlt. Davon erhielten die Häuptlinge der Indianer tatsächlich nur 20.000 Dollar. Ein Großteil wurde an weiße Händler zur Begleichung von Schulden ausgezahlt. Nicht alle waren mit der Unterzeichnung der Verträge und der Politik des Häuptlings einverstanden. Little Crow versuchte sich und sein Volk an die Lebensweise und Kultur der weißen Siedler anzupassen. Er besuchte Präsident James Buchanan in Washington. Er kaufte Rinder und versuchte so die Ernährungsgrundlage seines Volkes umzustellen. Die weißen Siedler hatten einen Großteil der Wildtiere in den umliegenden Wäldern ausgerottet, die Jäger hungerten in ihrem Reservat. Little Crow ließ sich taufen und wurde Mitglied der Episkopalkirche der Vereinigten Staaten von Amerika. Meistens trug er westliche Kleidung wie lange Hosen und langärmlige Hemden.
Das Reservat der Indianer wurde 1858 durch die Unterzeichnung von Verträgen in Washington weiter verkleinert, als Minnesota als Bundesstaat die Aufnahme in die Vereinigten Staaten erlangte. Sie traten ein 10 Meilen breites Gebiet am nördlichen Ufer des Minnesota an die Vereinigten Staaten ab. Ihr Gebiet bot den Indianern nicht mehr genug Raum, um für sich selbst zu sorgen, so dass sie vollends von den Zahlungen der Regierung und von weißen Händlern abhingen. Die Zahlungen der Regierung wiederum litten von jeher stark unter der Korruption im Bureau of Indian Affairs.
1861 verschlechterte sich die Lage der Indianer noch weiter. Eine Missernte zwang sie, Nahrungsmittel auf Kredit bei den Händlern zu kaufen und sich zu verschulden. 1862 verzögerten sich außerdem die Zahlungen der US-amerikanischen Regierung aufgrund des Sezessionskrieges (man war sich in Washington unschlüssig, ob die jährlichen Zahlungen in Gold oder mit den neuen Greenbacks zu begleichen seien.).
Nachdem das fällige Geld am 1. Juli 1862 nicht eingetroffen war, zogen am 4. August 1862 mehrere tausend hungrige Sioux zu der Upper Sioux Agency in Yellow Medicine und forderten Lebensmittel. Der zuständige Indianeragent Thomas J. Galbraith verweigerte den Indianern Lebensmittel auf Kredit und holte stattdessen 100 Soldaten zur Bewachung des Lagerhauses. Der Vertreter der Weißen Händler Andrew Myrick sagte auf einer einberufenen Versammlung „Wenn sie hungrig sind, dann sollen sie halt Gras essen“. Little Crow meinte dagegen: „Hungrige Männer helfen sich selber, wenn sie dazu gezwungen werden“. Die Versammlung endete mit einem Kompromiss. Auf Drängen der Soldaten wurden einige Lebensmittel aus dem Lager der Agentur herausgegeben. Die Indianer zogen sich in ihre Dörfer zurück, nachdem der Indianeragent versprochen hatte, weitere Lebensmittel in der Zukunft auszuhändigen.
Am 15. August 1862 baten die Bewohner des Reservats den Weißen Händler Andrew Myrick ein zweites Mal um den Verkauf von Lebensmittel auf Kredit. Der Händler lehnte dies wieder ab. Zu dem anwesenden Galbraith soll er gesagt haben „Nach meiner Meinung sollen sie Gras oder ihre eigenen Exkremente essen, wenn sie hungrig sind“. Ob dieser Satz an diesem Tag wirklich so gefallen ist, ist umstritten. Unbestritten ist, dass Andrew Myrick die Aussage in der Upper Sioux Agency in Yellow Medicine am 4. August getroffen hatte. Er war als jähzorniger, aufbrausender Mann bekannt. Die Dakota im Reservat nannten ihn „Wacinco“, was so viel wie „Heißer Kopf“ bedeutet.
Da weder der Indianer Agent noch die weißen Händler Lebensmittel auf Kredit herausgaben, wurde Little Crow von unzufriedenen Mitgliedern des Stammes als Häuptling abgesetzt. Zum Nachfolger wurde Traveling Hail gewählt.
Am 16. August 1862 waren die den Indianern zustehenden Zahlungen in Minnesotas Hauptstadt St. Paul eingetroffen und am 17. August nach Fort Ridgely weitergeleitet worden. Doch die Zahlungen kamen zu spät. Am selben Tag ermordeten vier Krieger der Dakota, die auf der Suche nach Nahrungsmitteln waren, fünf weiße Siedler. Ein nach dem Mord einberufener Kriegsrat beschloss, weitere Angriffe auf die Siedlungen der Weißen durchzuführen, und baten den gerade abgesetzten Häuptling Little Crow, sie anzuführen. Obwohl ihm klar war, dass die Weißen über unbeschränkte Mittel verfügten, und sie eigentlich keine Chance hatten, willigte er ein den Aufstand anzuführen.
Am 18. August 1862 stürmten Indianer unter Führung von Little Crow die Lower Sioux Agency. Andrew Myrick versuchte zu entkommen, indem er durch ein Fenster aus dem zweiten Stockwerk des Lagergebäudes der Agentur kletterte. Man fand ihn später tot, mit Gras im Mund, auf. Die Indianer brannten die Agentur nieder. Ein Großteil der Weißen entkam mit einer Fähre über den Minnesota River. Alarmierte Einheiten der B-Kompanie des 5th Minnesota Volunteer Infantry Regiment, einer Miliz des Staates Minnesota, unter Führung von Captain John Marsh, eilten zur Hilfe, wurden aber von den Indianern in der Schlacht um die Redwood Ferry geschlagen. 24 Milizionäre starben, unter anderem ihr Anführer. Im Laufe des Tages wurden mehrere Siedlungen der Weißen im Minnesota-Tal abgebrannt, ihre Bewohner großteils getötet.
Am 20. August versuchten Little Crow und 400 seiner Kämpfer Fort Ridgely einzunehmen. Der Angriff scheiterte. Am 22. August versuchte er einen weiteren Angriff, diesmal mit 1000 Kämpfern. Dabei wurde Little Crow durch eine Kanonenkugel verwundet. Bis zum 23. September überfielen einzelne Gruppen der Indianer weitere Siedlungen in Minnesota und belagerten vergeblich die deutschsprachige Siedlung New Ulm, bis sie in der Schlacht am „Wood Lake“ vernichtend geschlagen wurden und der Aufstand endete. Little Crow konnte an diesen Kampfhandlungen aufgrund seiner Verletzungen nicht mehr teilnehmen. Etwa 1200 Indianer ergaben sich nach der Schlacht und ließen ihre Gefangenen frei.
Sechs Wochen nach dem Ende des Aufstandes wurden 392 Dakota vor Militärtribunale gestellt. In Prozessen, die teilweise nur fünf Minuten dauerten, wurden 303 von ihnen wegen Vergewaltigung und Mord zum Tode verurteilt. Dagegen regte sich jedoch Protest, so unter anderem auch vom Bischof der Episkopalkirche von Minnesota, Henry Whipple. Whipple reiste sogar eigens nach Washington, um Präsident Abraham Lincoln um Gnade zu bitten. Tatsächlich entschied sich Lincoln, den größten Teil der Todesurteile in Haftstrafen umzuwandeln. Er bestätigte nur die Urteile derer, denen man Vergewaltigung und Mord von Zivilisten nachgewiesen hatte.
Am 26. Dezember 1862 wurden daraufhin 38 Dakota bei der größten Massenexekution der amerikanischen Geschichte in Mankato öffentlich gehängt. Häuptling Little Crow war jedoch noch auf freiem Fuß.
Er war mit einigen Getreuen zu anderen Gruppen der Sioux in der Prärie geflohen und entschied sich, die nomadische Lebensweise der Prärieindianer anzunehmen. Er versuchte, in seiner früheren Heimat Pferde zu stehlen. Am 3. Juli 1863 war er zusammen mit seinem Sohn Wowinapa beim Beerensammeln, Dabei wurde er von dem weißen Farmer Nathan Lamson und seinem Sohn Chauncey erschossen. Die Leiche des zunächst unbekannten Indianers wurde nach Hutchinson gebracht und durch die Hauptstraße von Hutchinson geschleift und geschändet. Der Kopf der Leiche wurde abgeschlagen und der Körper in einem Grab verscharrt.
Erst als am 28. Juli 1863 sein Sohn Wowinapa von der US-Armee verhaftet wurde, konnte die Identität des unbekannten Indianers geklärt werden. Er wurde anhand seiner Narben an den Handgelenken identifiziert. Daraufhin wurde Nathan Lamson das auf Little Crow ausgesetzte Kopfgeld in Höhe von 400 Dollar ausbezahlt. Little Crow hinterließ sechs Frauen und 22 Kinder.